# Український клуб Монктона
Український клуб Монктона — це незалежна, неприбуткова, самодостатня організація, яка була заснована в 1975 році.  Основною метою клубу є збереження та поширення української культури шляхом самоосвіти та освітньої роботи серед широкої публіки. Це здійснюється багатьма способами - через презентації, майстер-класи з виготовлення писанки, дарування книжок до бібліотек, та запрошення ЗМІ для освітлення зустрічей клубу та виставок у публічній бібліотеці та в музеї міста Монктон, Нью-Брансвік. 

## Історія створення
У лютому 1975 року у приміщенні YWCA (Християнська асоціація молодих жінок) м.Монктона зустрілася невелика група людей, щоб обговорити можливість організації Українського клубу. Всі вони відгукнулися на оголошення пані Рози Лутс та пані Ганни Легенької у місцевій газеті, де було розміщено запитання чи є в районі Монктона українці і якщо такі є, то чи не хотіли би вони зустрітися, щоб створити український клуб.
Однією з перших на зустрічі з'явилася репортер цієї газети Енн Леслі. Завдяки організаційному досвіду Енн та Еда Леслі, протягом досить короткого часу було створено Український клуб Монктона та обрано перший Виконавчий комітет. Також було сплановано перші заходи клубу та почалася робота з самоосвіти та ознайомлення громадськості Монктона з українською культурою. Завдання було досить важким, бо на той час Україна входила до складу СРСР і багато хто з місцевого населення не мав уявлення про існування України та українського народу. Тому досить часто звучало запитання: «А що то таке - українець?». Бібліотека міста Монктона також не мала жодної інформації на українську тематику. Щоб заповнити цю інформаційну прогалину, клуб подав запит на державний грант і згодом отримав його. Більше 500$ було витрачено на поповнення бібліотеки книжками, присвяченими різним аспектам української історії та культури.
Успішному становленню клубу сприяла постійна допомога українців з Кейп-Бретона, Нова Шотландія. Вони охоче приїжджали у Монктон та допомагали з організацією різноманітних заходів клубу - чи то з фестивалями у торгових центрах, уроками танцю чи з іншими розвагами.
За наявності потужної підтримки та щирого інтересу жителів Монктона, через 37 років роботи клубу населення Монктона вже знає, хто такі українці. Сотні місцевих жителів навчилися створювати чудові українські писанки. Місцеві ЗМІ звертаються до клубу з проханнями про інтерв'ю. Місцеві бібліотека та університети (як англійський так і французький) мають в наявності Енциклопедію України та інші подаровані їм видання.
В останні роки до клубу приєдналися українці, які щойно імігрували до Канади з різних куточків світу, з їх прагненням до участі в заходах клубу.